# Rów Rzeciński
Rów Rzeciński – ciek o długości 8 km w gminie Wronki, na terenie Puszczy Noteckiej. Prawy dopływ Warty.
Wypływa z jeziora Rzecińskiego, którego otoczenie stanowi obszar Natura 2000 Torfowisko Rzecińskie. Jest ciekiem odwadniającym to torfowisko. Przy wypływie zarośla wierzbowe. Dalej przybiera kierunek południowo-wschodni, przepływa koło leśniczówki Lutyniec, przez zwarte obszary leśne, by wpaść do Warty na północny wschód od Wronek, w pobliżu nadleśnictwa Nadolnik.